# Копайнала
Копайнала́ (исп. Copainalá) — город в Мексике, штат Чьяпас, входит в состав одноимённого муниципалитета и является его административным центром. Численность населения, по данным переписи 2020 года, составила 7125 человек.

## Общие сведения
Название Copainalá с языка науатль можно перевести как — место убегающих змей.
Поселение было основано в доиспанский период, являясь крупным центром и местом рождения вождя народа науа, отца принцессы Малинче.
14 декабря 1909 года Копайнала получила статус вильи, а 5 марта 1925 года губернатор Сесар Кордова повысил его до статуса — город.
30 октября 1945 года была основана первая публичная муниципальная библиотека.